# Tetracanthella deharvengi
Tetracanthella deharvengi är en urinsektsart som beskrevs av Potapov 1997. Tetracanthella deharvengi ingår i släktet Tetracanthella och familjen Isotomidae. Inga underarter finns listade i Catalogue of Life.